# José Luis Sagi-Vela
José Luis Sagi-Vela Fernández-Pérez (Madrid, 4 ottobre 1944 – Madrid, 20 agosto 1991) è stato un cestista spagnolo.
Era il fratello di Gonzalo Sagi-Vela e di Alfonso Sagi-Vela.

## Carriera
Con la Spagna disputò i Giochi olimpici di Città del Messico 1968, i Campionati mondiali del 1974 e quattro edizioni dei Campionati europei (1967, 1969, 1971, 1973).